# 北信総合病院
JA長野厚生連北信総合病院（じぇいえいながのこうせいれんほくしんそうごうびょういん）は長野県中野市にある病院。長野県厚生農業協同組合連合会（JA長野厚生連）が運営する。旧名である北信病院とも呼ばれる。

## 診療科目
- 内科
- 精神科
- 神経内科
- 呼吸器内科
- 消化器内科
- 循環器内科
- 小児科
- 外科
- 整形外科
- 形成外科
- 美容外科
- 脳神経外科
- 呼吸器外科
- 心臓血管外科
- 皮膚科
- 泌尿器科
- 産婦人科
- 眼科
- 耳鼻咽喉科
- リハビリテーション科
- 放射線科
- 麻酔科

## 看護基準
- 一般病棟入院基本料7：1精神病棟入院基本料15：1

## 施設認定
- (財)日本医療機能評価機構認定施設
- 日本内科学会 認定医制度教育病院
- 日本皮膚科学会 認定専門医研修施設
- 日本精神神経学会 精神科専門医制度認定研修施設
- 日本外科学会 外科専門医制度修練施設
- 日本産科婦人科学会 専門医制度卒後研修指導施設
- 日本眼科学会 専門医制度研修施設
- 日本泌尿器科学会 泌尿器科専門医教育施設
- 日本脳神経外科学会 専門医認定制度指定修練施設
- 日本医学放射線学会 放射線科専門医修練機関
- 日本麻酔科学会 麻酔科認定病院
- 日本病理学会 病理専門医制度研修認定施設B
- 日本形成外科学会 認定施設
- 日本消化器病学会 専門医制度認定施設
- 日本循環器学会 認定循環器専門医研修施設
- 日本腎臓学会 認定研修施設
- 日本神経学会 専門医制度准教育施設
- 日本消化器外科学会 専門医制度指定修練関連施設
- 呼吸器外科専門医合同委員会 呼吸器外科専門医制度関連施設
- 三学会構成心臓血管外科専門医認定機構認定心臓・肺外科関連施設
- 日本消化器内視鏡学会 専門医制度指導施設
- 日本周産期・新生児医学会 周産期母体・胎児専門医暫定研修施設
- 日本核医学会 専門医教育病院
- 日本透析医学会 専門医制度認定施設
- 日本臨床細胞学会 認定施設
- 日本乳癌学会 認定医・専門医制度認定施設
- 関連10学会構成ステンドグラフト実施基準管理委員会認定胸部ステンドグラフト実施施設
- 関連10学会構成ステンドグラフト実施基準管理委員会認定腹部ステンドグラフト実施施設
- 日本栄養療法推進協議会 認定NST稼動施設
- 日本がん治療認定医機構 認定研修施設
- 日本静脈経腸栄養学会 認定NST稼動施設
- 日本静脈経腸栄養学会 認定NST専門療法士実地修練施設
- 日本成人心臓血管外科手術データベース機構 認定JACVSD参加施設
- 日本プライマリ・ケア学会 認定医研修施設
- マンモグラフィ検診精度管理中央委員会 認定マンモグラフィ検診施設
- 厚生労働省臨床研修指定病院
- 災害拠点病院
- 救急告示病院
- リハビリテーション総合承認病院
- 第二種感染症指定医療機関
- 長野県災害派遣医療チーム（長野県DMAT）指定病院
- 肝疾患に関する専門医療機関
- 厚生労働省臨床研修協力施設

## 指定
- 長野県災害拠点病院

## 併設施設
- 地域ケアセンター
- 訪問看護ステーションなかの
- 居宅介護支援事業所
- 訪問看護ステーションせせらぎ

## 付属施設
- 北信総合病院附属老人保健施設もえぎ
- 北信総合病院附属北信州診療所

## 最寄りの駅
- 長野電鉄 信州中野駅 徒歩5分
- 長電バス 北信病院前 徒歩1分
- 中野市運営 ふれあいバス 北信病院駅 正面玄関脇

## 沿革
- 1945年（昭和20年）5月1日 - 産業組合高井社製糸工場跡地に長野県農業会北信病院として開設[注釈 1][1][注釈 2]。診療科目は内科と外科。
- 1946年（昭和21年）6月 - 本館、外来棟完成。耳鼻咽喉科開設。
- 1947年（昭和22年）9月 - 組合立岳南伝染病棟を開設。
- 1949年（昭和23年）4月 - 第1回病院祭開催。
- 1949年（昭和24年）12月 - 飯山市柳原診療所開設。
- 1950年（昭和25年）8月 - 長野県厚生農業協同組合連合会（JA長野厚生連）が発足し、長野県厚生農業協同組合連合会北信病院となる。
- 1951年（昭和26年）1月 - 病院給食を実施。
- 1953年（昭和28年）4月 - 飯山市柳原診療所閉鎖。
- 1953年（昭和28年）11月 - 信州大学の協力のもと眼科を開設。
- 1957年（昭和32年）10月 - 厚生大臣より医師実地修練病院（インターン）の指定を受ける。
- 1958年（昭和33年）1月 - 北信総合病院と改称する。
- 1959年（昭和34年）2月 - 一泊二日人間ドック開始。健康管理部設置。
- 1961年（昭和36年）7月 - 精神科病棟完成。(3階建)
- 1962年（昭和37年）8月 - 日本初の胃カメラ健診[2]を農村３集落で実施する。
- 1964年（昭和39年）4月 - 北信総合病院付属准看護学院開設。
- 1965年（昭和40年）9月 - 中央病棟完成。(鉄筋ビル地下1階、地上4階建・236床)
- 1966年（昭和41年）12月 - 院内保育所開設。
- 1970年（昭和45年）12月 - 健康管理指導車導入。
- 1973年（昭和48年）9月 - 人工透析診療開始。
- 1973年（昭和48年）10月 - 集団健康スクリーニング開始。
- 1975年（昭和50年）9月 - 西病棟完成。(4階建)
- 1976年（昭和51年）4月 - 神経内科開設。
- 1977年（昭和52年）4月 - 集中治療室（ICU）稼動。
- 1980年（昭和55年）3月 - 北信総合病院付属准看護学院閉院。
- 1981年（昭和56年）4月 - 院内学級（中野小学校分校）が開校。
- 1982年（昭和57年）2月 - 内視鏡室増改築。
- 1984年（昭和59年）10月 - 心疾患基幹病院に指定。
- 1989年（平成元年）4月 - CCU・HCU稼動。
- 1990年（平成2年）4月 - 南病棟完成。(7階建)
- 1992年（平成4年）4月 - 訪問介護施設「訪問看護ステーションなかの」開設。
- 1993年（平成5年）4月 - 磁気共鳴診断装置（MRI）導入される。
- 1995年（平成7年）4月 - 臨床研修指定病院に指定。
- 1996年（平成8年）8月8日 - 老人保健施設、「老人保健施設もえぎ」開設。
- 1997年（平成9年）10月 - 立体駐車場完成。
- 2002年（平成14年）9月 - オーダリングシステム稼動。
- 2005年（平成17年）4月 - 長野県飯山市に北信総合病院附属北信州診療所を開設する。
- 2006年（平成18年）6月 - 訪問看護ステーション「せせらぎ」開設。
- 2007年（平成19年） - 小児・周産期センター、循環器病センター、腎透析センターを立ち上げる。
- 2008年（平成20年）11月 - 院内保育所移転新築。
- 2012年（平成24年）1月 - 電子カルテ稼動。
- 2012年（平成24年）10月 - 再構築工事開始。

## 歴代院長
- 初代 藤岡定（昭和20年5月 - 昭和21年2月）
- 2代 小宮山新一（昭和21年3月 - 昭和23年9月）
- 3代 朶譲治（昭和23年10月 - 昭和41年3月）
- 4代 永田丕（昭和41年4月 - 昭和61年3月）
- 5代 高橋義雄（昭和61年4月 - 昭和63年3月）
- 6代 清水善次（昭和63年4月 - 平成6年3月）
- 7代 磯村孝二（平成6年4月 - 平成9年9月）
- 8代 西村博行（平成9年11月 - 平成18年5月）
- 9代[注釈 3] 馬場浩介（平成18年6月 - 平成19年7月）
- 10代 小田切徹太郎（平成19年8月 - 平成25年3月）
- 11代 洞和彦（平成25年4月 - ）